# Nardin
Nardin – jednostka osadnicza w Stanach Zjednoczonych, w stanie Oklahoma, w hrabstwie Kay.